# Lonchodes godama
Lonchodes godama är en insektsart som beskrevs av James Wood-Mason 1877. Lonchodes godama ingår i släktet Lonchodes och familjen Phasmatidae. Inga underarter finns listade i Catalogue of Life.